# Musée Baer
Le musée Baer (en estonien : Baeri muuseum) est un musée à Tartu en Estonie.

## Histoire
Le musée Baer est un musée ouvert en 1976 où sont exposés des objets liés à la vie et aux recherches de Karl Ernst von Baer.
Baer a vécu dans cette maison pendant les dernières années de sa vie. 
Le musée Baer fait partie de l'université des sciences de la vie d'Estonie, à laquelle il a été transféré lorsque l'Institut de zoologie et de botanique a rejoint cette université.
Entre 1864 et 1867, le directeur du musée d'art de l'université de Tartu et professeur d'esthétique et d'histoire de l'art Ludwig Schwabe (en) a aussi vécu dans la maison,.
Le musée Baer a été créé à l'initiative d'Eerik Kumari (en). 
Le chercheur Yevgeny Pavlovsky, qui a visité Tartu en 1965, a exprimé sa surprise que la ville natale de Baer ait été si inactive concernant l'héritage du grand scientifique et que même sa résidence n'ait pas encore été transformée en musée.

## Architecture
Devant le bâtiment se trouve une allée circulaire, selon un motif emprunté aux manoirs, de part et d'autre de laquelle se trouvaient des dépendances : d'un côté une grange, une écurie et une écurie, de l'autre un hangar en bois,.
La maison de Baer a été achevée en 1861 et c'est l'une des rares maisons en bois d'un étage restantes du classicisme tardif,. 
Le bâtiment est d'un étage, avec un grand appartement décloisonné, et le bâtiment dispose également d'une mezzanine et d'un balcon.
Le bâtiment a une base rectangulaire, la façade est simple, de structure symétrique, avec un avant-corps central, dont le pignon est orné d'une denticule. 
Une tranche dentelée similaire se trouve à l'arrière du bâtiment et passe également sous les avant-toits. 
Il y a un escalier à quatre marches devant la porte d'entrée. 
il reste quatre des six pilastres d'origine. 
Les moulures d'angle avec des panneaux couvrant les angles du bâtiment sont caractéristiques du style néo-Renaissance. 
Aujourd'hui, les anciennes fenêtres à huit vitres ont été remplacées par des fenêtres à six vitres, décorées d'imposants cadres en bois. La baie vitrée a ensuite été étendue sous la surface du pignon et également modifiée en six carreaux. Les losanges et les motifs rectangulaires entre les fenêtres ont été supprimés, tout comme l'arc au-dessus du portail.